# Askar Akajev

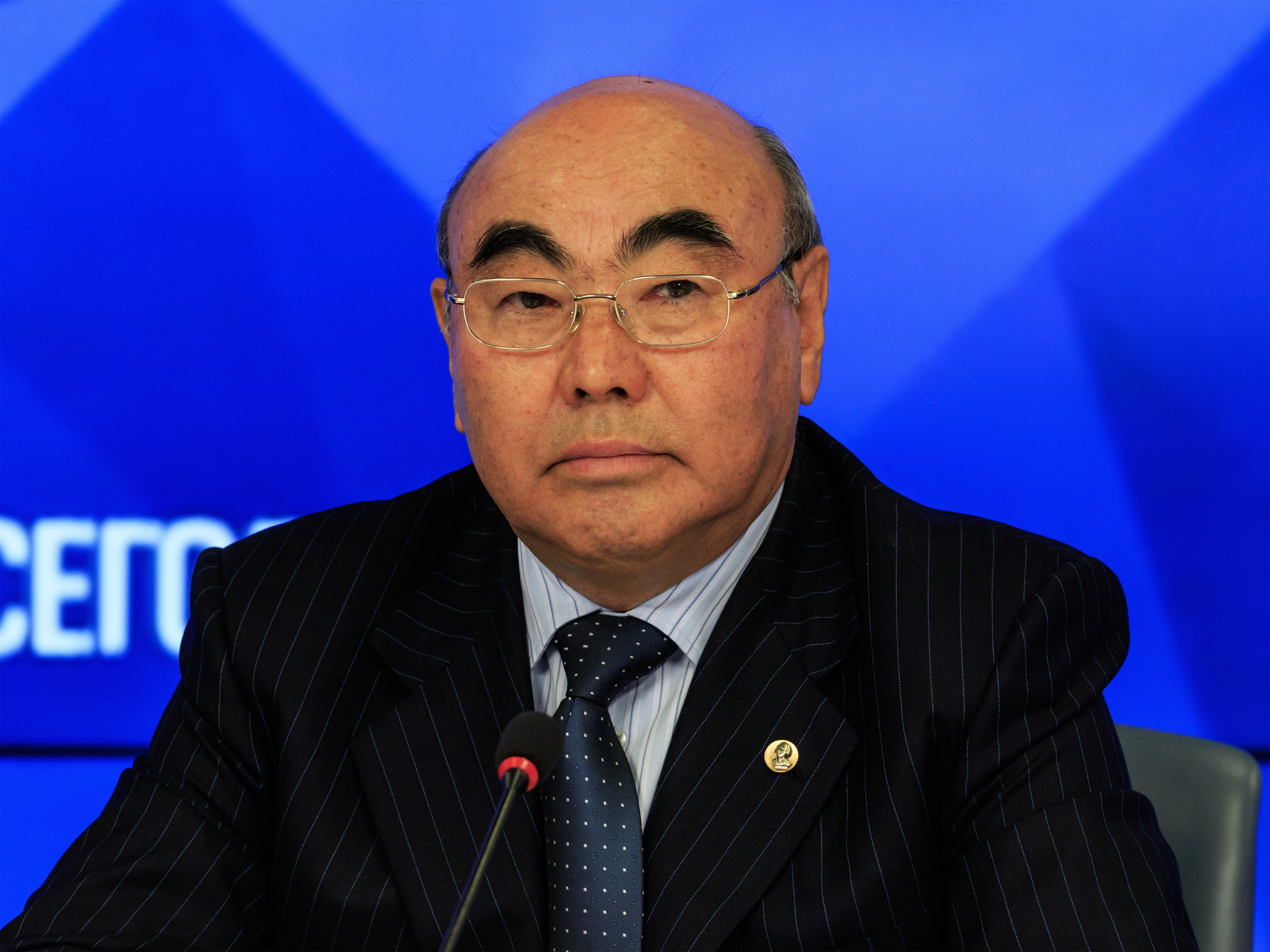

Askar Akajevitsj Akajev (Kirgizisch: Аскар Акаевич Акаев) (Kyzyl-Bairak, 10 november 1944), was van 27 oktober 1990 tot 24 maart 2005 president van Kirgizië. Akajev is getrouwd met Mairam Akajeva en heeft vier kinderen.

## Achtergrond en opleiding
Akajev werd geboren in 1944 in de stad Kyzyl-Bairak in het Keminski district in een familie van collectieve boeren. In 1961 begon hij zijn carrière als metaalarbeider in de Frunzemasj fabriek. In 1968 studeerde hij af in de nucleaire fysica aan de Universiteit van Leningrad (Instituut Mechanica). Van 1972 tot 1973 werkte Akajev aan het Froenze Polytechnische Instituut van Bisjkek, de hoofdstad van de Kirgizische SSR, die toen Froenze heette. Van 1973 tot 1976 was hij docent aan het Leningrad Instituut voor Mechanica.
In 1976 keerde Akajev naar Bisjkek terug en werkte er achtereenvolgens als leraar, professor en hoofd van de polytechnische afdeling van het Froenze Polytechnische Instituut.
Van 1986 tot 1987 was Akajev vicevoorzitter en van 1988 tot 1990 voorzitter van het Departement van Wetenschappen en Educatie van het Centraal Comité van de Kirgizische Communistische Partij (PKK). In 1988 werd hij in de Opperste Sovjet gekozen.

## President
Op 27 oktober 1990 werd Akajev door de leden van de Opperste Sovjet (parlement van Kirgizië) tot president van Kirgizië gekozen. In de loop van 1991 voerde hij belangrijke economische hervormingen door. In augustus 1991 keurde hij van alle Centraal-Aziatische leiders de couppoging in Moskou het scherpst af. Op 31 augustus 1991 werd Kirgizië een onafhankelijke republiek.
Bij de eerste vrije presidentsverkiezingen van Kirgizië in oktober 1991 werd Akajev tot president van de republiek gekozen. In mei 1993 aanvaardde Kirgizië een nieuwe grondwet (Jogorku Kenes), deze voorzag in verregaande uitvoerende bevoegdheden van de president, legde de nadruk op de mensenrechten en de bijzondere positie van de Islam. Deze grondwet geldt als de meest democratische van heel Centraal-Azië. Na 1993 begon het regime van Akajev echter duidelijk autoritaire trekjes te vertonen. In 1994 en 1996 werd de grondwet gewijzigd om de positie van de president nog meer te versterken.
In september 1994 kwam het tot een breuk tussen de hervormingsgezinde en conservatieve communisten in het parlement. Akajev die tot de eerste groep behoorde, wilde verregaande economische hervormingen en de invoer van een markteconomie. Uiteindelijk stemde het parlement vóór de hervormingen, maar het kwam wel tot een splitsing binnen de communistische fractie (De meeste communisten zijn partijloos en behoren tot de zgn. "Onafhankelijke kandidaten" in het parlement).
In december 1995 werd Akajev herkozen, hoewel de oppositie sprak van fraude.
Na zijn herverkiezing groeide de onrust onder de Kirgiezen, met name omdat men maar weinig merkte van de economische hervormingen en omdat veel mensen zich keerden tegen Akajevs autoritaire regeerstijl.
In december 2000 werd Akajev herkozen.

## Protesten
In maart en mei 2002 waren er hevige protesten tegen de berechting van de populaire parlementariër Azimbek Beknazarov. Ruim 2000 mensen gingen in maart de straat op om tegen het proces dat in Dzjalal-Abad werd gehouden te protesteren. Hierbij vielen zeker 6 doden en 61 gewonden. In mei 2002 vond er opnieuw een demonstratie ten gunste van Bekzanarov plaats, nu in de hoofdstad Bisjkek. De politie trad hierbij ruw op.
In november 2004 werden er oppositieleiders gearresteerd.
In februari 2005 vonden er parlementsverkiezingen plaats die frauduleus verliepen. Nadat de verkiezingsuitslag bekend was - volgens de officiële autoriteiten gewonnen door de pro-presidentiële krachten - braken er demonstraties uit. Halverwege maart 2005, namen deze demonstraties meer de vorm aan van een opstand, zoals eerder in Georgië (Rozenrevolutie 2003) en Oekraïne (Oranje Revolutie 2004). De demonstranten noemden hun opstand de Tulpenrevolutie. Op Palmzondag 20 maart 2005, werden enkele regeringsgebouwen ingenomen door de demonstranten en trachtte men het parlement te bestormen. Die dag vielen er zeker 10 doden.
Op maandag 21 maart werden de twee belangrijkste vliegvelden van het land door de demonstranten bezet. Ondanks eerdere uitspraken van president Akajev dat hij "de situatie zoals in Oekraïne niet zou verwelkomen in Kirgizië" en het "niet zou tolereren wanneer de regeringsstructuur van het land zou worden aangetast", beloofde Akajev de stemmen te zullen herstellen (21 maart). Op 22 maart keurde Akajev de uitslag echter opnieuw goed. Na deze uitspraak escaleerde de situatie in Kirgizië. Eerst in het zuiden van het land waar de tegenstand het grootst was. Nadat de macht was gegrepen in Osj, brak op 24 maart een grote opstand uit in de hoofdstad Bisjkek. In de ochtend van 24 maart namen de opstandelingen - nadat de politie zich had teruggetrokken - het presidentieel paleis in.
Akajev was toen inmiddels van zijn presidentiële paleis naar zijn buitenhuis aan de rand van de stad gevlucht, waar hij waarschijnlijk nog onderhandelde met buitenlandse diplomaten. Later die dag zou hij per helikopter de stad uit zijn gevlucht. De oppositieleiders verklaarden dat president Akajev in hun bijzijn een ontslagbrief had ingevuld.

## Mogelijke opvolging
Akajevs dochter Bemet Akajeva en zijn zoon Aidar Akajev werden lange tijd gezien als mogelijke opvolgers van hun vader, die in oktober 2005 zou aftreden.